# هانس هاينيمان
هانس هاينيمان هو دراج سويسري، ولد في 14 أغسطس 1940 في رابرزفيل في سويسرا.

## وصلات خارجية
- هانس هاينيمان على موقع أرشيف الدراجات (الإنجليزية)
- هانس هاينيمان على موقع إحصائيات الدراجات الإحترافية (الإنجليزية)
- هانس هاينيمان على موقع أوليمبيديا (الإنجليزية)